# PZL I-22
PZL I-22 イリダ
PZL I-22 M93K
- 用途：練習機
- 製造者：PZL ミーレック（PZL Mielec）
- 運用者：ポーランド空軍
- 初飛行：1985年3月3日
- 生産数：8機
- 運用開始：1992年12月22日
- 退役：1996年
- 運用状況：試作のみ

PZL I-22 イリダ（PZL I-22 Iryda又はPZL M93 Iryda, PZL M96 Iryda）は、ポーランドのPZLで設計、試作された双発複座のジェット軍用練習機である。

## 開発
1976年にTS-11 イスクラを代替するポーランド空軍向けの新しいジェット練習機の開発が航空研究所（Instytut Lotnictwa）で始まった。設計はPZL ミーレック（PZL Mielec）社、後のWSK=ミーレック（WSK-Mielec）社で行われた。最初の試作機は1985年3月3日に初飛行したが、前量産型機がフラッターテストの最中に性能限界に達したことで墜落。結局、開発計画は最終的に1990年代に技術的問題と資金不足のために中止され、その後もポーランド空軍のジェット練習機は長らくTS-11が使われ続けた。

## 設計
機体は高翼配置の双発機で、主翼下方にエンジンを搭載した。座席はタンデム複座で、前後の座席の位置をずらすことで、前席は勿論のこと後席も良好な視界を得ている。軽い後退翼の主翼にはパイロンがあり、武装を搭載することで軽攻撃機としての運用も可能になっていた。また、量産機では西側製エンジンの搭載も考慮されていた。

## 運用
ポーランドポーランド空軍： 8機を運用 （1992年 - 1996年）

## 要目（M93K）
Instytut Lotnictwa 
- 乗員：2名

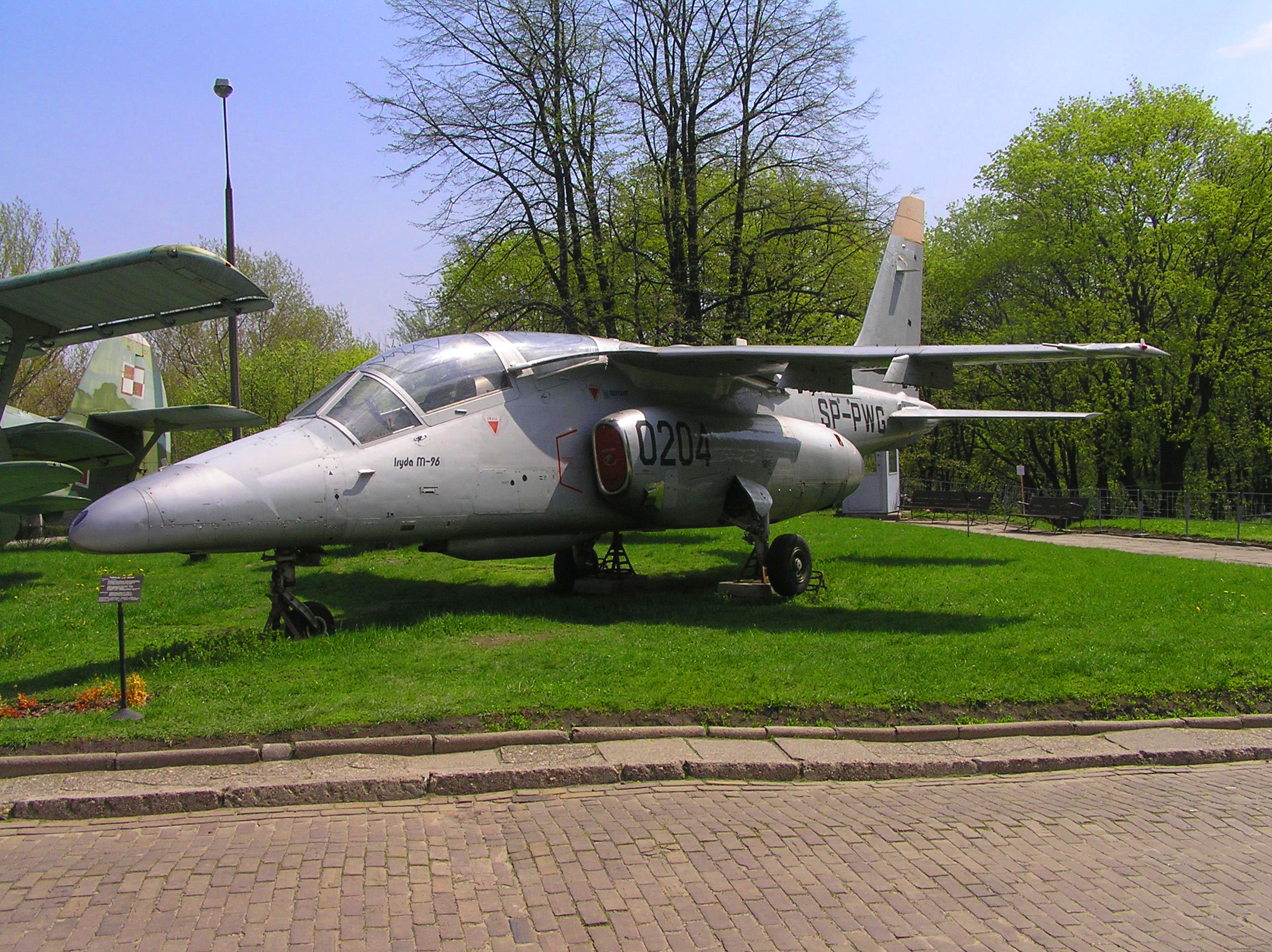
PZL I-22 イリダ

- 全長：13.22 m (43.36 ft)
- 全幅：9.60 m (31.49 ft)
- 全高：4.30 m (14.10 ft)
- 翼面積：19.92 m² (214.31 ft²)
- 空虚重量：4,600 kg (10,143 lb)
- 運用重量：6,650 kg (14,663 lb)
- 最大離陸重量：7,500 kg (16537.5 lb)
- 有効積載重量：1,800 kg (3,969 lb)
- 推力重量比：2.5
- エンジン：2 × PZL K-15 ターボジェット、14.7 kN (3307.5 lbf)
- 最大速度：940 km/h (0.82マッハ, 584 mph)
- 巡航高度：13,700 m (44,936 feet)
- 航続距離：1,200 km (746 miles)
- 上昇率：41 m/s (134.5 ft/s)